# Martinus Thomsen
Martinus Thomsen (født 11. august 1890 i Sindal, død 8. marts 1981 på Frederiksberg), kaldt Martinus, var en dansk mystiker, åndsforsker, åndelig lærer, filosof og forfatter. Martinus var uddannet mejerist. Da han var 30 år, havde han en åndelig oplevelse, som ifølge ham selv gav ham en dyb indsigt i livets og universets love. Nogle hovedpunkter i hans lære er, at alle levende væsener er under udvikling fra lave mod høje former for tilværelse, at Gud er nærværende i alt og alle, og at mørke og lidelse kun er camoufleret kærlighed.
Den overordnede betegnelse for hans tankegang er “Martinus Kosmologi”, som Martinus betegnede som åndsvidenskab. Han ønskede ikke, at man uden videre skulle tro på det, han skrev. Man skulle læse det kritisk og kun bruge det, man kunne efterprøve. Var der andre steder, hvor man følte sig mere inspireret, skulle man forblive der. Ingen enkelt åndelig lærer gør de andre åndelige lærere overflødige, sagde han. Der er ikke kun én bog, der er hellig. Der er ikke kun én religion, der er saliggørende, og Gud har mange måder at påvirke mennesker på. (Livets Bog 1, stk. 10 og 15)

## Martinus' liv

### Opvækst
Martinus kom til verden den 11. august 1890 og havde sin opvækst på landet nær stationsbyen Sindal i Nordjylland. Moderen var ugift og arbejdede som husbestyrerinde for godsejeren på en proprietærgård ved navn Kristiansminde. En bestyrer ved navn Mikael Chr. Thomsen blev udlagt som hans far, og hans officielle navn blev derfor Martinus Thomsen. Men Martinus anså det for mere sandsynligt, at det var godsejeren, der var hans far.
Martinus’ mor havde ikke mulighed for at tage sig af drengen, så han voksede i stedet op som plejebarn hos sin morbror og tante i de spartanske omgivelser i huset Moskildvad, som i dag er et museum. Plejeforældrene var oppe i årene og havde i forvejen opfostret 11 børn. Martinus omtalte dem altid som meget kærlige mennesker, der, trods de beskedne kår de levede under, skabte en varm og tryg ramme om hans opvækst. Han havde kun en begrænset kontakt til sin biologiske mor, som døde allerede da han var 11 år.
Undervisningsmæssigt blev det aldrig til andet end den stråtækte landsbyskole med dens i alt fem klasser og dens såre elementære pensum.
I lighed med mange andre børn fra småkårshjem kom Martinus ud at tjene som hyrdedreng fra han var 12 år gammel.

### Tidligt arbejde
Efter sin konfirmation kom Martinus i lære som smed. Det måtte han dog opgive, fordi han var for spinkel til det hårde arbejde, og han blev i stedet landarbejder.
Han følte sig tiltrukket af tanken om at blive missionær, men opgav det igen, blandt andet fordi han ikke kunne forlige sig med mange af de kristne dogmer.
I 1910 blev han uddannet som mejerist og arbejdede på forskellige mejerier rundt omkring i Danmark, inden han i 1918 flyttede til København. Her arbejdede han i perioder som vagtmand og postbud, indtil han i 1920 blev ansat som kontorist på mejeriet Enigheden.

### Navn
Martinus havde et stort ønske om at blive fri for sit efternavn: Thomsen. Han henvendte sig først til politimesteren på Frederiksberg. Denne sagde, at det kunne han nok ikke få tilladelse til, da et enkelt navn ikke var fyldestgørende, men måske kunne han få tilladelse til at hedde: Martinus Thomsen Martinus. Han ansøgte derefter om at få denne navneforandring godkendt. Han fik dog afslag på sin ansøgning og måtte derfor leve videre med sit døbenavn.
Gennem hele sit voksne liv var han kendt under sit fornavn Martinus. Han brugte udelukkende sit fornavn i sin underskrift, og bøger signerede han også kun med fornavnet.

### Forfatterskab
Martinus skrev mellem 1924 og 1981 i alt 41 bøger, et forfatterskab som hen mod slutningen af hans liv fik navnet Det Tredje Testamente. Hovedværket er Livets Bog i syv bind. Som supplement hertil er udgivet Det Evige Verdensbillede, bog 1-3, hvori han klarlægger hovedprincipperne i sit verdensbillede. Desuden er udgivet bøgerne Logik, Bisættelse og nogle mindre bøger, samt et stort antal artikler. Martinus Institut, en erhvervsdrivende fond, har efter hans død udgivet Det Evige Verdensbillede, bog 4-5, samt Den Intellektualiserede Kristendom.
Martinus tegnede et stort antal symboler (farvelagte tegninger) til at illustrere sin kosmologi.
Martinus´ værker, som blev skrevet mellem 1924 og 1981, dækker emner som spiritualitet, livsoplevelse, moral, karma, døden, seksualitet, nationernes skæbne og fremvæksten af en ny lys verdenskultur, m.m.
Dele af hans forfatterskab er oversat til en række sprog.

### Død
Martinus døde i en alder af 90 år den 8. marts 1981. Bisættelsen fandt sted i Tivolis Koncertsal den 29. marts 1981.
Efter eget ønske blev Martinus’ krop balsameret. Han er gravlagt på Frederiksberg Ældre Kirkegård.

## Åndsvidenskab
Martinus betragter ikke sin lære som en tro, men som en videnskab. Han ser sig selv som en, der bedriver videnskab – videnskab om det åndelige. Hans forskningsområde er således den åndelige side af tilværelsen – ligesom naturvidenskabens forskningsområde er den fysiske side af tilværelsen. Derfor kalder han sin lære for åndsvidenskab. Han mener, at denne åndsvidenskab en dag ville blive sidestillet med naturvidenskaben.
Naturvidenskabens erkendelsesmidler er: 1) sanserne, 2) objektive måleredskaber (instrumenter, apparater, teleskoper, mikroskoper, mm.) og 3) logikken. Åndsvidenskaben har, udover disse tre, et fjerde erkendelsesmiddel: intuitionen.
Med ”intuition” mener Martinus en åndelig sans - en særlig evne til at ”se” ind i den åndelige verden. Han har berettet, hvordan hans egen intuition vågnede i forbindelse med en serie stærke åndelige oplevelser, han havde i foråret 1921. Her oplevede han, at hans åndelige sansehorisont blev stærkt udvidet. Han oplevede, at den åndelige verden, blev permanent indlemmet i hans dagsbevidsthed: “Jeg begyndte ligesom at kunne skue ind i selve evigheden.” (Livets bog 1, stk. 20)
Han ”så”, at han selv og alle andre levende væsener er udødelige, at alle har en uendelig kæde af tidligere liv bag sig, at alt er under udvikling fra lave primitive former fremad mod gigantisk høje former for tilværelse, at Gud er nærværende i alt og alle, og at mørke og lidelse kun er camoufleret kærlighed. Ifølge åndsvidenskaben er åndelige verden primær i forhold til den fysiske verden, så den fysiske verden er en manifestation af bevidsthed.

Martinus ønskede ikke, at folk blindt fulgte hans bøger, men selv efterprøvede den. Var der andre steder, hvor man følte sig mere inspireret, skulle man forblive der. Ingen enkelt åndelig lærer gør de andre åndelige lærere overflødige, sagde han. Der er ikke kun én bog, der er hellig. Der er ikke kun én religion, der er saliggørende, og Gud har mange måder at påvirke mennesker på. (Livets Bog 1, stk. 10 og 15) 

## Martinus' kosmologi

### Det levende væsen
Udtrykket ”levende væsen” bruger Martinus om alt, hvad der på en eller anden måde er en organisk enhed. Han bruger det om så forskelligartede fænomener som planeter, mennesker, dyr, hjerter, nyrer, planter, celler og molekyler. Et levende væsen består af tre dele: X1, X2 og X3.
X1 er den inderste kerne i det levende væsen. Det er det levende væsens jeg. Dette jeg er evigt. Det har altid eksisteret, og det vil altid eksistere.
X2 er en egenskab ved X1. Denne egenskab beskrives som ”skabeevnen”. X2 er det, hvorved X1 manifesterer sig, således at det kan sanses og opleves.
Manifestationen af X1 er X3 ("det skabte"). X3 er altså en slags kopi af X1. X3 er i egentlig forstand en illusion, eftersom X1 er det eneste, der egentlig eksisterer.

### Gudsbegrebet
I virkeligheden findes der kun ét X1, siger Martinus. Alle de levende væseners X1´er er i virkeligheden, dybest nede, identiske. Det er kun på illusionernes plan (X3-planet), at de levende væsener er forskellige fra hinanden. På jegets plan er de identiske.
Dette X1 identificerer Martinus med Gud (eller ”Guddommen”). De levende væsener er altså i deres inderste kerne – deres jeg – identiske med Gud.
Gud (jeget) er det eneste absolut faste punkt i verdensaltet. Det ”dirigerer verdensaltet”. Det er årsag til alle årsager og er ikke selv forårsaget af noget. Det er ”verdensaltets ophav.” "Gud er det absolut eneste eksisterende væsen, som alt liv udstråler fra.” (To slags kærlighed, s. 60)
Ifølge Martinus er Gud evigt eksisterende og evigt forårsagende. Der har aldrig eksisteret en tid, hvor dette ikke er tilfældet, og der vil aldrig komme en tid, hvor det ikke er tilfældet.
Ligesom alle andre levende væsener består Gud af de tre dele: X1, X2 og X3. Gud (X1) har en skabeevne (X2), som skaber eller manifesterer det uendelige verdensalt (X3), ”Guddommens organisme”. X1 er det evige, mens X3 er det skabte.
Det evige er kendetegnet ved logik. Heraf følger, at det skabte, som jo udgår fra det evige, også er præget af denne logik. Martinus siger, at verden er skabt på en sådan måde, at den er logisk overensstemmende med den kærlige hensigt, som er en del af Guds væsen. Gud er alkærlig og alvis.
”Logik” kan læses som ”hensigtsmæssighed”. Det uendelige verdensalt og dets uendelige historie er gennemtrængt af denne guddommelige hensigtsmæssighed. Det vil sige: Alting er til nytte. Verdensaltet er præget af visdom, hvilket igen vil sige, at det er præget af kærlighed. Dets grundtone er kærlighed. Alt viser sig i sit slutfacit at være til gavn, glæde og velsignelse for alle levende væsener.

### De evige principper
Martinus skelner skarpt mellem "det evige" og "det skabte" (X1 og X3). Det evige indeholder ifølge Martinus nogle evige principper. Disse principper er tilværelsens grundlæggende love. Man kan også kalde dem "livslovene". Principperne bliver aldrig ændret – da de netop er evige. Da det evige er kendetegnet ved logik (hensigtsmæssighed), er de evige principper også kendetegnet ved denne logik.
De fire vigtigste evige principper er:
1)    Spiralkredsløbsprincippet
2)    Sult- og mættelsesprincippet
3)    Skæbneprincippet
4)    Kontrastprincippet

#### Spiralkredsløbsprincippet
Spiralkredsløbsprincippet siger, at de levende væseners udvikling foregår i et spiralkredsløb. Dette spiralkredsløb er uendeligt. Det har ingen begyndelse og ingen afslutning. Ifølge Martinus var der ikke en skabelse engang i tidernes morgen. Den eneste skabelse, der findes, er X1s vedvarende skabelse af X3 (ved hjælp af X2).
I en vis forstand foregår de levende væseners udvikling i et cirkelkredsløb. For hver ”cirkel” de gennemgår, går de igennem de samme seks ”riger”: planteriget, dyreriget, menneskeriget, visdomsriget, den guddommelige verden og salighedsriget. For planterigets og dyrerigets vedkommende foregår udviklingen gennem reinkarnation.
Ifølge Martinus tilhører jordklodens mennesker dyreriget. De tilhører endnu det rige, hvor ”det dræbende princip” gælder. Her udføres der handlinger, der bringer sår og lidelser, for eksempel drab, krigsførelse, ødelæggelse, lemlæstelse, vredesudbrud, forfølgelse og bagtalelse.
Men jordmenneskene er på vej mod ”menneskeriget” (også kaldt ”det rigtige menneskerige”). I løbet af de næste ca. 3000 år vil de nå dette stadium i udviklingen. Når de er nået dertil, vil de være i stand til at udvise ægte kærlighed og harmoni.
Denne kosmiske udvikling har væsenerne ingen indflydelse på. Den er udtryk for noget evigt, og noget evigt har væsenerne ingen indflydelse på. Derfor har mennesket ingen fri vilje med hensyn til denne kosmiske rytme. Den frie vilje er begrænset til små lokale områder. Martinus sammenligner den store livsvandring gennem spiralkredsløbet med åndedrættet. Et menneske kan til en vis grad styre sit åndedræt. Det kan for eksempel standse det kortvarigt, eller det kan ånde langsomt eller hurtigt. På samme måde behersker det kun et lille område af sit ”kosmiske åndedræt”. Der findes en fri vilje, men den er yderst begrænset, set i det store billede.
Hver gang væsenerne gennemgår en ny cirkel, går de igen igennem de seks riger, men nu på et højere niveau med større dimensioner. Derfor gennemgår de i virkeligheden ikke et cirkelkredsløb, men et spiralkredsløb. De enkelte ”cirkler” kalder Martinus ”udviklingsspiraler”. På den måde sikres det, at væsenerne hele tiden får nye oplevelser (på højere niveauer) og nye erfaringer. Det sikres, at væsenernes kosmiske livsbane ikke former sig som en uendelig gentagelse, men som en uendelig udvikling.
Her kommer den evige logik (hensigtsmæssighed) til syne. Der er sørget for, at væsenerne i det lange løb får stadig nye oplevelser. Hvis væsenerne gennemgik et cirkelkredsløb, ville de i det lange løb kede sig ved at få de samme oplevelser – igen og igen.

#### Sult- og mættelsesprincippet
Sult- og mættelsesprincippet siger, at væsenernes åndelige (kosmiske) livsvandring styres af deres sult og mættelse. ”Sult” og ”mættelse” skal ikke kun forstås som sult og mættelse i forbindelse med indtagelse af fysisk føde. ”Sult” betegner enhver form for fysisk eller åndeligt begær, behov, ønske eller længsel – ligesom ”mættelse” betegner opfyldelsen eller tilfredsstillelsen heraf. Man kan for eksempel være ”sulten” efter så forskelligartede fænomener som mad, sex, penge, status, magt, ære, spænding, viden og åndelighed – ligesom man kan være ”mæt” af disse fænomener.
Mættelsen af en sult virker som en drivkraft bag en ny sult, nemlig en sult efter en eller anden kontrast til det, man er mæt af. Når man vågner om morgenen, er man som regel mæt af at hvile sig og sulten efter at arbejde. Når man så efter flere timer har arbejdet sig træt, er man sulten efter at hvile sig.
I det store åndelige perspektiv virker sult og mættelse som drivkræfter bag væsenernes vandring op gennem spiralkredsløbet.
"Så enkel og ligetil er selve væsenernes livsvandring, at de ganske simpelt går efter deres egne ønsker, længsler og begær. Andre bevægelsesfaktorer findes ikke i det kosmiske perspektiv." (Livets bog 3, stk. 711)
Sult og mættelse gør sig gældende både inden for et enkelt liv og hen over flere liv. (Livets bog 3, stk. 711) For eksempel kan et menneske i sin barndom opleve fattigdom og således udvikle en sult efter rigdom; en sult som derefter bliver mættet inden for det samme liv. Det kan imidlertid også tænkes, at dette menneske lever i ekstrem fattigdom hele sit liv, og at det først får mættet sin sult efter rigdom i et efterfølgende liv.  
Mættelsen af en sult giver sig derefter udslag i en sult efter noget andet – i dette tilfælde en eller anden kontrast til den materielle rigdom.
Også i forbindelse med sult- og mættelsesprincippet ses tilværelsens logik. I kraft af, at væsenernes kosmiske livsbane ikke former sig som et cirkelkredsløb, men som et spiralkredsløb, er det sikret, at der ikke vil ske en endegyldig mættelse. Det er sulten, der holder væsenerne i live og giver deres liv retning og mening. Et endeløst cirkelkredsløb ville i sidste ende skabe lede ved gentagelsen. Det ville give væsenerne en følelse af at være åndeligt døde.

#### Skæbneprincippet
Skæbneprincippet siger, at et væsens skæbne er en virkning af dets handlinger. Dette princip er også kendt som karmaloven (”Hvad du sår, skal du høste”). Skæbneprincippet gør sig ikke kun gældende inden for et enkelt liv (inkarnation), men også over flere liv.
Det er umuligt at forstå et menneskes skæbne, hvis man kun betragter et enkelt liv. Et menneskes skæbne er i høj grad bestemt af hændelser i tidligere liv.
Ifølge skæbneprincippet vil man principielt erfare en nøjagtig gengældelse af sine handlinger. Hvis man f.eks. har undertrykt et andet menneske, vil man selv blive undertrykt på samme måde, eventuelt i et senere liv.
 Skæbnegengældelsen eller karma er jo et ’spejlprincip’, der, hvor ikke andet griber ind, udløser en fuldstændig nøjagtig gengivelse i ens egen skæbne af det, man selv befordrer i andre væseners skæbne. Hvis man undertrykker et andet væsen eller berøver det noget af dets frihed, må denne udløsning absolut afstedkomme en tilsvarende undertrykkelse og frihedsberøvelse i ens egen skæbne.”

 — Livets bog 4, stk. 1262
Når et væsen oplever virkningerne af sine forkerte handlinger, får det en tilskyndelse til at undlade at udøve disse handlinger (for eksempel undertrykkende handlinger). Hvis det ikke oplevede disse virkninger, ville det ikke kunne erkende disse handlinger som onde. For i så fald havde det ikke erfaret, hvordan det opleves at være udsat for sådanne handlinger.
Når væsenet oplever virkningerne af sine forkerte handlinger, vil denne erfaring blive oplagret dybt i dets sjæl eller bevidsthed, således at det følger væsenet i dets fremtidige inkarnationer. Den dybtliggende erfaring vil vise sig som en evne til at forstå og føle med andre væsener, der bliver udsat for tilsvarende forkerte handlinger. Således får væsenet en tilskyndelse til at undlade at udøve disse handlinger.
Igen ses den omfattende logik i verdensaltet. Der er en god hensigt med skæbneprincippet: at skabe en praktisk belæring i forståelse, medfølelse og kærlighed.

#### Kontrastprincippet
Kontrastprincippet siger, at eksistensen af kontraster er en nødvendig forudsætning for væsenernes livsoplevelse. Et fænomen kan kun opleves, hvis det markeres af en eller anden kontrast til dette fænomen. Ellers er det utilgængeligt for sansning. Ja, det er faktisk ikke-eksisterende. Et fænomen eksisterer kun i kraft af sine kontraster:
 En ting eksisterer kun i kraft af sin afvigelse fra andre ting, thi hvis denne afvigelse ikke fandtes, var nævnte ting jo absolut ét med disse andre ting og ville umuligt kunne træde ud fra disse som en synlig, hørlig eller følelig detalje. Man maler ikke hvide bogstaver på tilsvarende hvid baggrund …

 — Logik, s. 68
 … at al død og undergang, offer og undertrykkelse i virkeligheden er livets port, er den mørke baggrund, uden hvilken det ville være umuligt at male livets lyse billede … , er det nødvendige ’onde’, der må til, for at en fornemmelse af noget ’bedre’ kan skabes, idet det jo netop er på denne fornemmelse, at al evne til at opleve glæde beror.

 — Logik, s. 67
Heraf følger, at det såkaldt ”onde” ikke er ondt i det store kosmiske perspektiv – men godt. Det onde er – hvor vanskeligt det end kan være at forstå – et udtryk for Guds kærlighed. Martinus siger, ”at mørke og lidelse kun er camoufleret kærlighed.” (Om min missions fødsel, s. 65-66) Det såkaldt onde er godt, fordi det tjener et godt formål, nemlig oplevelsen af det gode. ”Det onde” er ikke godt, fordi det i sig selv er behageligt. Tværtimod kan det – som alle ved - være meget ubehageligt.
Derfor taler Martinus om ”det behagelige gode” og ”det ubehagelige gode”. Der findes ikke noget absolut ondt i universet eller i universets historie.  Alt er ”såre godt”. Det såkaldte ”onde” er en betingelse for væsenets (menneskets) evne til at opleve livet. Det er netop meningen med livet: at opleve livet.
Hovedmodsætningen hos Martinus er altså ikke modsætningen mellem godt og ondt, men modsætningen mellem behag og ubehag.
En anden side af kontrastprincippet er, at væsenernes oplevelse af ubehag er en nødvendig forudsætning for, at de kan udvikle sig. Ubehaget virker som en modstand, der skal overvindes. Derved udvikler væsenerne åndelige kræfter til at udholde og overvinde dette ubehag – ligesom en muskel udvikler sig og bliver stærkere ved at kæmpe mod en modstand. Væsenerne udvikler en bevidsthed og en vilje, som de ellers ikke ville have udviklet. ”Udvikling er det samme som overvindelse og ville således være en umulighed, hvis der ikke var noget at overvinde.” (Logik, Livets bogs bureau 1938, s. 66)
Ubehaget eller det onde peger således fremad mod noget, som ikke er ubehageligt. I det store kosmiske perspektiv vil ubehaget aldrig blive en endegyldig skæbne for noget levende væsen. Der findes ikke et stedsevarende helvede. En sådan forestilling er udtryk for en stor uvidenhed om Gud, siger Martinus. Forestillingen er ulogisk, fordi en kærlig Gud aldrig ville handle således. En kærlig Gud vil altid have et godt formål med sine handlinger.
Det ubehagelige, som et menneske måske oplever efter døden, kalder han ”skærsilden” – altså noget midlertidigt. I ”skærsilden” renses mennesket (sjælen) for de sider i sin personlighed, der skaber ubehagelige oplevelser for det. Sjælen kan komme hurtigere ud af skærsilden, hvis den beder om hjælp. 
”Skærsilden” er en renselsesproces, hvori de åndelige sanser, igennem hvilke sjælen oplever skuffelser, sorger, bekymringer, bitterhed, vrede og had, sættes ud af funktion. Herefter kan sjælen kun sanse lyse og glædelige tankearter. Det får nu en ren paradisoplevelse. Der er intet som helst væsen, der ikke får en paradisoplevelse i den åndelige verden mellem to fysiske liv. Det kommer til at opleve sin skønneste ønskedrøms opfyldelse.
 … at der ikke eksisterer nogen virkelig død, ingen fortabelse, intet evigt helvede, intet ondt, men at absolut alt i livet er baseret på at føre alle levende væsener til den allerhøjeste livsoplevelsestilstand eller allerhøjeste lystilværelse.

 — Livets bog 6, stk. 2393
Også i forbindelse med kontrastprincippet gør logikken sig gældende. De levende væseners tilværelse består af en lang række kontraster, der beriger deres oplevelse at livet. Eksempler på sådanne kontraster er nat og dag, vinter og sommer, arbejde og hvile, hæslighed og skønhed, sorg og glæde, uvidenhed og viden, manglende forståelse og forståelse - og helt generelt: ubehag og behag.

### Seksualiteten
Som tidligere nævnt regner Martinus det jordiske menneske for at tilhøre ”dyreriget”. Det har endnu ikke udviklet sig til at tilhøre ”det rigtige menneskerige”. Derfor er dets seksualitet overvejende en ”dyrisk” seksualitet.
Egentlig har alle væsener i dyreriget to poler i sig: den maskuline pol og den feminine pol. Men i dyreriget er den ene pol dominerende, mens den anden er latent. Hos hankønsvæsener er den maskuline pol dominerende, mens den feminine er latent. Hos hunkønsvæsener er den feminine pol dominerende, mens den maskuline er latent. Væsenerne i dyreriget har således en "enpolet" seksualitet.
Denne enpolede seksualitet giver sig udslag i, at væsenerne har en sympati for det modsatte køn og en antipati mod deres eget køn. Et enpolet væsen ønsker at ”eje” et udvalgt væsen af det modsatte køn. Trangen til ejerskab og besiddelse medfører en rivalisering og en kamp mod væsener af samme køn. Det enpolede hankønsvæsen ser de andre hankønsvæsener som medbejlere og rivaler til det hunkønsvæsen, det har udset sig. De andre hankønsvæsener skal derfor bekæmpes og overvindes – enten ved snedighed eller ved fysisk magt. Tilsvarende ser de enpolede hunkønsvæsener de andre hunkønsvæsener som rivaler.
Ifølge Martinus bevæger det jordiske menneske sig imidlertid fra dyreriget frem mod ”det rigtige menneskerige”. Det betyder, at seksualiteten langsomt – gennem mange liv – udvikler sig fra at være enpolet til at være topolet. Den latente pol – det vil sige den feminine pol i manden og den maskuline pol i kvinden - vil vokse og til sidst blive lige så stærk som den dominerende pol. Væsenet vil til den tid være fuldt bevidst om, at det både er mandligt og kvindeligt.
Derved forsvinder den kamp og rivalisering, som den enpolede seksualitet medfører. Det, at væsenet udvikler sig til at blive topolet, er en forudsætning for den alkærlighed og humanitet, der er fremherskende i ”det rigtige menneskerige”. Topoletheden befordrer, ”at væsenernes sympati hverken er forelskelse eller besættelse, men er alkærligheden i absolut renkultur.” (To slags kærlighed, s. 152)

## Martinus Institut
Martinus åbnede i 1932 et lille kontor, der fik navnet "Livets Bogs Bureau". I 1943 overtog han ejendommen Mariendalsvej 94-96 på Frederiksberg. Ejendommen var i næsten 40 år Martinus’ faste bolig og arbejdssted, og den dannede samtidig – ligesom i dag – rammen om de praktiske opgaver med bogudgivelser, tidsskriftredaktion, foredrag og studiekredse mv.
I 1945 fik kontoret det navn, der stadig bruges i dag, nemlig ”Martinus Åndsvidenskabelige Institut” eller den kortere form ”Martinus Institut”. I 1956 blev Instituttet organiseret som en almennyttig selvejende institution. Martinus boede og arbejdede her i næsten 40 år frem til sin død i 1981.
Frem til Martinus’ død blev principperne for instituttets fremtidige virke indskrevet i det, der benævnes som ”Love for Martinus Åndsvidenskabelige Institut”. 
I sit testamente gav Martinus sin formelle godkendelse af overdragelsen af alle rettigheder til instituttet. 
Lovene er senere videreført i fundatserne for instituttets nuværende to fonde, Martinus Idealfond og Martinus Aktivitetsfond. Martinus Institut har udgivet bogen Samarbejdsstrukturen, der indeholder en samlet beskrivelse af principperne for samarbejde og organisering inden for instituttets rammer.
Martinus Institut er en erhvervsdrivende fond, der har til formål at formidle hans forfatterskab til omverdenen. Han har overdraget instituttet ansvaret og rettighederne til sit samlede værk Det Tredje Testamente og har fastlagt de opgaver, som instituttet skal varetage. Dette indebærer, som nævnt i fundatsen, at værkerne skal bevares uændret som de foreligger fra hans side. Instituttet skal publicere og oversætte Martinus’ værker, samt oplyse om og undervise ud fra dette værk.
Til instituttets ansvar hører også beskyttelsen af indholdet i Det Tredje Testamente. Martinus Institut har ophavsretten til publicering af værket på alle sprog, hvad enten det sker i bogform, på internettet eller på anden måde.
I 1980 overdrog Martinus ophavsretten til sine værker til Martinus Institut. Martinus ønskede efter sigende på den måde at sikre sig, at der findes ét institut i verden, som kan være garant for publicering af hans værk i autoriseret form, og som tilbyder information og undervisning, der bygger direkte på hans værk.
| Citat | Målet med verdensgenløsningen er, at menneskene skal komme til at forstå denne tilværelse og tage imod den undervisning i livslovene, de kan få her. Tænk, hvad det vil betyde, hvis man i stedet for at irriteres over det, der sker, bruger sin energi til at prøve på at forstå, hvorfor det, der sker, er det rigtige netop i den nuværende situation baseret på fortiden, og med henblik på den gavn vi erfaringsmæssigt kan have deraf i fremtiden. | Citat |
|       | |       |

I dag rummer ejendommen på Mariendalsvej 94-96, Frederiksberg, instituttets administration, bogsalg og forlag, som udover Martinus-litteraturen også udgiver tidsskriftet Kosmos på flere sprog.[kilde mangler] Huset er tillige et kursuscenter, hvor der afholdes foredrag, seminarer og studiekredse ud fra det verdensbillede, som Martinus har beskrevet. Størstedelen af Instituttets undervisning foregår i øvrigt på Martinus Center i Klint i Odsherred.
Martinus Institut har, udover nogle få fastansatte, en række frivillige ulønnede medarbejdere, som udfører store dele af instituttets mange opgaver. En stor del af instituttets økonomi er baseret på gaver og arv.
Instituttet ledes af en bestyrelse, som efter Martinus’ ønske benævnes ”rådet”. Det er rådet, der har det overordnede ansvar for alle instituttets opgaver. Rådet består af 5 medlemmer og 2 suppleanter. Ved fratræden supplerer rådet sig selv. Ingen, bortset fra de rådsmedlemmer, som Martinus før sin død udpegede, kan være suppleant og rådsmedlem i mere end sammenlagt 7 år. Efter at man er udtrådt, kan genindtræden ikke finde sted.

## Arbejde i nutiden
Omkring Martinus' arbejde holdes der foredrag og kurser rundt omkring i Norden, ligesom der sælges bøger og bedes om donationer.
Der drives også et center med ejendomme, som drives efter en af bevægelsen nøje beskrevet økonomisk model.
Bevægelsens følgere og de deltagende mennesker omtaler ikke Martinusbevægelsen som en tro eller sekt, men omtaler bevægelsens formål som "sagen".

## Indflydelse
Martinus har fået en voksende indflydelse. I Danmark anslås titusindvis af mennesker at følge Martinus` værker. Der findes flere bøger, der kommenterer Martinus, blandt andet af Per Bruus-Jensen, Sam Zinglersen, Else Byskov og Ole Therkelsen. Samtidig udgives tidsskriftet Kosmos, der indeholder artikler om Martinus' lære. Lennart Pasborg har instrueret filmen Martinus – Liv og Verdensbillede fra 2022 med støtte fra Martinus Institut. Pasborg er en dansk læge, der blev filminstruktør, og hans film skildrer Martinus’ liv og giver en introduktion til hans forfatterskab.
Martinus har desuden haft udbredelse som en mere alternativ filosof, der på nogle punkter adskiller sig fra den konventionelle fagfilosofi . Filosofferne Jan Nyborg Tarbensen og Nikolaj Pilgaard Petersen skrev hver især deres ph.d.-afhandling om Martinus’ filosofi ved Syddansk Universitet, i henholdsvis 1993 og 2021. Desuden har Nikolaj Pilgaard Petersen og filosoffen Alex Riel begge skrevet flere bøger og artikler, der er inspireret af Martinus. Alex Riel viser i bogen Livets største mirakel, hvordan Martinus har ideer om efterlivet.
Martinus er blevet oversat til mange sprog, og hans lære er i dag udbredt over hele verden. Mikael Krall har blandt andet skrevet bogen Martinus’ spiritual science : an original contribution to western esotericism?

### Hovedværker
- Livets Bog, bind 1-7. 1932 – 1961. ISBN 978-87-575-0229-9
- Det Evige Verdensbillede, bind 1-4. 1963 – 1994. ISBN 978-87-575-0238-1
- Logik. 1935. ISBN 978-87-575-0243-5
- Bisættelse. 1934. ISBN 978-87-575-0244-2
- Den Intellektualiserede Kristendom 2004 (posthumt udgivet). ISBN 9789187703102
- To slags kærlighed. 1967. ISBN 978-87-575-0281-7

### Småbøger
- Menneskehedens skæbne – 1933
- Påske – 1934
- Hvad er sandhed? – 1944
- Omkring min missions fødsel – 1936
- Den ideelle føde – 1933
- Blade af Guds billedbog – 1943
- Den længst levende afgud – 1938
- Menneskeheden og verdensbilledet – 1948
- Mellem to verdensepoker – 1947
- Kosmisk bevidsthed – 1943
- Bønnens mysterium – 1943
- Vejen til indvielse – 1953
- Juleevangeliet – 1945
- Bevidsthedens skabelse – 1952
- Ud af mørket – 1951
- Reinkarnationsprincippet – 1958
- Verdensreligion og verdenspolitik – 1961
- Livets skæbnespil – 1943 + 1961
- Kosmiske glimt – 1958
- Meditation – 1963
- Hinsides dødsfrygten – 1950
- Livets vej – 1948
- De levende væseners udødelighed – 1957
- Kulturens skabelse
- Vejen til paradis – 1958
- Djævlebevidsthed og kristusbevidsthed
- Verdensfredens skabelse